# Interruptor de mercurio

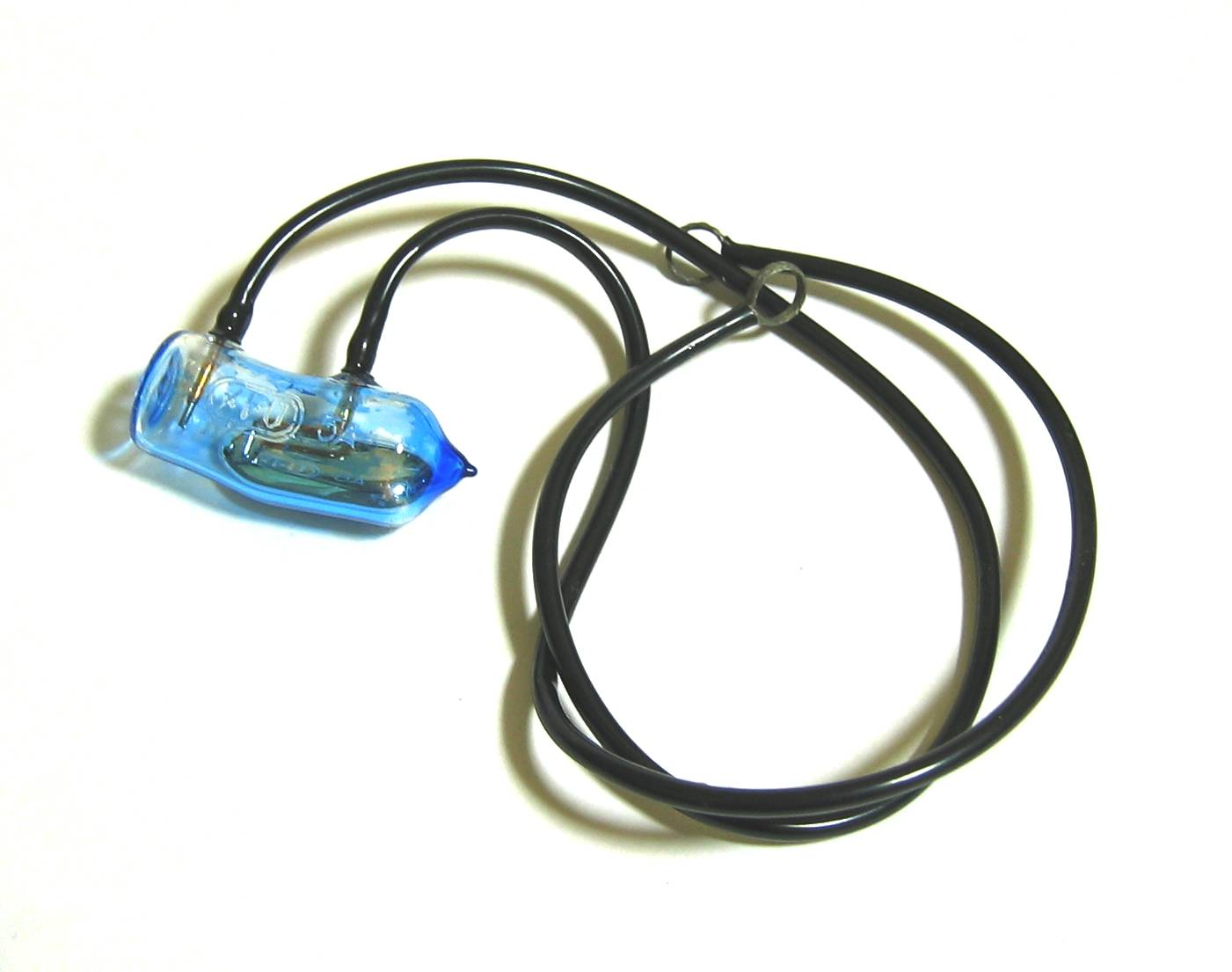
Interruptor de mercurio.

Un interruptor de mercurio es un dispositivo cuyo propósito es permitir o interrumpir el flujo de corriente eléctrica en un circuito eléctrico, dependiendo de su alineamiento relativo con una posición horizontal.
Los interruptores de mercurio consisten en uno o más conjuntos de contactos eléctricos en una ampolla de cristal sellado que contiene cierta cantidad de mercurio. El cristal sellado puede contener aire o gas inerte. La gravedad está constantemente desplazando la gota de mercurio al punto más bajo del sellado. Cuando el interruptor está inclinado en la apropiada dirección, el mercurio toca parte de los contactos, así completando el circuito eléctrico a través de esos contactos. La inclinación del interruptor a la posición contraria causa que el mercurio se aparte de los contactos, de esta forma interrumpe el circuito.
El interruptor puede contener múltiples contactos, cerrándolos en función de diferentes ángulos, ampliando así la complejidad del circuito.

## Aplicaciones

### Sensor de movimiento
La inclinación del interruptor puede ser usada como mensajes de precaución al girar o mover bruscamente equipos de construcción y vehículos de carga en terrenos accidentados. Hay muchos otros interruptores además de los de mercurio pero pocos son implementados debido a la sensibilidad al choque y a las vibraciones.

### Termostatos
Los interruptores de mercurio fueron comúnmente usados en termostatos bimetálicos. El peso de la gota movible de mercurio realiza siempre una histéresis moviendo el bimetal ligeramente más allá del punto donde normalmente debería estar. De ese modo manteniendo el termostato abajo ligeramente antes de voltearlo al estado de encendido y entonces manteniendo el termostato encendido ligeramente lo suficiente antes de voltearlo de vuelta al estado de apagado. El mercurio proporciona una eficaz acción de "apagado/encendido" y además puede resistir millones de ciclos sin que se degraden sus contactos.

### Expendedor
Estos interruptores están todavía en uso en sistemas mecánicos que son controlados eléctricamente, donde la orientación física de los actuadores o rotores es un factor importante. También son muy usados en máquinas expendedoras que tienen "alarmas de inclinación". Cuando la máquina ha sido golpeada o inclinada en un intento de robo, el interruptor de mercurio se activa, encendiendo la alarma.

### Bombas
El grupo terrorista IRA usó frecuentemente interruptores de mercurio para explotar coches bombas y otros dispositivos explosivos. Otros grupos terroristas también usaron este dispositivo, como el grupo Red Hand Defenders, quienes lo usaron para detonar la bomba que mató a Rosemary Nelson. En 1985 hubo varias detonaciones de bombas en Salt Lake City fabricadas por Mark Hofmann, quien también usó el interruptor en paquetes para hacerlas explotar cuando los mismos eran inclinados.

### Aguas residuales
Para controlar el nivel de aguas fecales, sucias, residuales, etc. Consiste en un sistema muy seguro y sencillo tanto para su utilización en el llenado, depósitos, tanques, pozos, fosas sépticas, entre otros. El sistema está constituido principalmente por un interruptor de mercurio y un contrapeso, cerrados herméticamente en el interior de una cubierta de polipropileno, en donde sobresale un cable de tres conductores con doble aislamiento de PVC. El contrapeso se sitúa adecuadamente para mantener el interruptor en la posición deseada.
Actualmente este tipo de interruptores está en desuso por la probabilidad de contaminación del agua en caso de rotura. Existe un sinfín de variedades de sistemas electromecánicos que exteriormente son iguales y que están libres de plomo y mercurio.

## Toxicidad
Como el mercurio es un metal pesado tiene propiedades tóxicas que inducen el envenenamiento por mercurio por contacto, inhalación de vapores, etc. Los dispositivos defectuosos que contengan interruptores de mercurio deben ser tratados como desperdicios químicos. El mercurio es dañino por inhalación, ingestión y contacto. El mercurio es irritante en la piel, ojos y vías respiratorias.